# Guatteria elliptica
Guatteria elliptica R.E.Fr. – gatunek rośliny z rodziny flaszowcowatych (Annonaceae Juss.). Występuje naturalnie w Kolumbii. 

## Morfologia
PokrójZimozielony krzew dorastający do 3 m wysokości.
LiścieMają eliptyczny kształt. Mierzą 13–21 cm długości oraz 6,5–8,6 szerokości. Nasada liścia jest rozwarta. Wierzchołek jest spiczasty. Ogonek liściowy jest nagi i dorasta do 7–10 mm długości.
KwiatySą pojedyncze. Rozwijają się w kątach pędów. Działki kielicha mają owalny kształt i dorastają do 5 mm długości. Płatki mają eliptyczny kształt. Są zielonożółtawego koloru. Osiągają do 14–15 mm długości. Mają 35 słupków.

## Biologia i ekologia
Rośnie w wilgotnych wiecznie zielonych lasach. Występuje na terenach nizinnych.